# Église Notre-Dame du Brusc

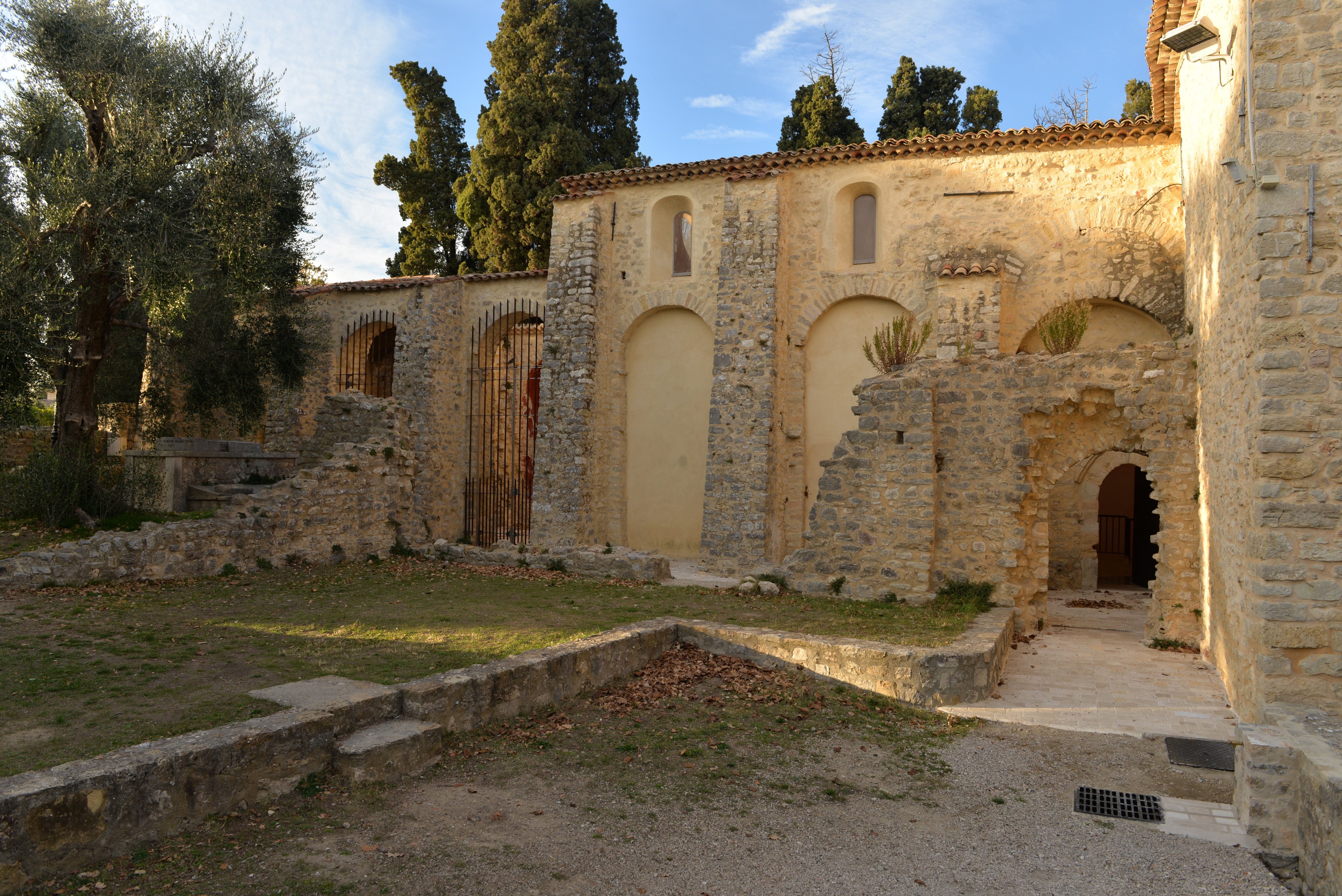
Vue du côté sud de l'église.

L'église Notre-Dame du Brusc est une église catholique située à Châteauneuf-Grasse dans le département français des Alpes-Maritimes. Le site a fait l'objet de fouilles archéologiques de 1958 à 1975. Ces fouilles ont permis de découvrir un cimetière paléochrétien et au-dessus les murs d'une église du VIe siècle. Une cuve baptismale date de la même époque. Au XIe siècle, une grande église romane à plan basilical a été édifiée. Détruite partiellement lors des guerres de Religion, elle a fait l'objet de restaurations successives pour lui donner son aspect actuel. L'église et les terrains au sud sont classés depuis le 20 août 1986 au titre des monuments historiques.

## Localisation
L'église est située sur la commune de Châteauneuf-Grasse, au 129A chemin de Notre-Dame-du-Brusc.
Elle se trouve sur le plateau de Valbonne, à la limite méridionale d'une petite plaine que domine au nord le village de Châteauneuf-Grasse.
Le lieu possède plusieurs sources dont l'une se trouve sous l'église. Il est possible que le nom de Brusc venait du provençal et désignait un marécage en terrain détrempé.

## Histoire du site
Au sud-ouest de l'église actuelle, des fouilles effectuées en 1956 relèvent la présence d'un site appartenant au Chalcolithique (fin du Néolithique), datant d'environ 2 500 ans AEC. De nombreuses pointes de flèches, des nuclei, des grattoirs et des lames de silex ont été trouvées.
Des fouilles menées sur le site du Brusc à partir de 1956 par Georges Vindry, conservateur des musées de Grasse, montrent l'existence d'une grande exploitation agricole antique et d'un cimetière païen. Le nombre important de sépultures laisse penser à Georges Vindry qu'elles peuvent être liées à l'existence d'une source intermittente qui apparaît au printemps et disparaît l'été. Un culte a pu être lié à cette source et est sans doute à l'origine de l'établissement d'une petite nécropole rurale.
Sur le site du Brusc, les fouilles ont ramené une grande quantité de monnaies provenant de Marseille, de Carthage, de Byzance, ainsi que des céramiques d'importation, ce qui témoigne d'échanges importants, d'une ampleur inhabituelle pour un site rural. On peut faire l'hypothèse d'un rassemblement périodique de population, hypothèse confortée par la proximité d'une route importante, qui deviendra au Moyen Âge l'axe principal de circulation entre Nice, Draguignan et Arles.
C'est sans doute ce rassemblement périodique qui, au Bas-Empire, est à l'origine de l'implantation d'un lieu de culte et d'évangélisation, avec la construction d'une église et d'un baptistère.

## Le cimetière paléochrétien
Les fouilles ont montré que l'église et le baptistère (voir ci-après) sont construits précisément sur l'emplacement d'un ancien cimetière chrétien. Les tombes sont orientées le plus souvent ouest-est et recouvertes de grandes tegulae dont les joints étaient protégés par des imbrices. Ce cimetière aménagé au Ve siècle a évolué, aux tombes sous tuiles, se sont ajoutées des sépultures en grosses pierres recouvertes de dalles, orientées nord-sud, plus récentes. On ne découvre pas de mobilier funéraire. Deux grands sarcophages chrétiens en marbre blanc sculpté sont également trouvés ainsi que quatre inscriptions funéraires datant de la fin du Ve siècle ou du début du VIe siècle.

## Les églises

### La première église et le baptistère duVIesiècle

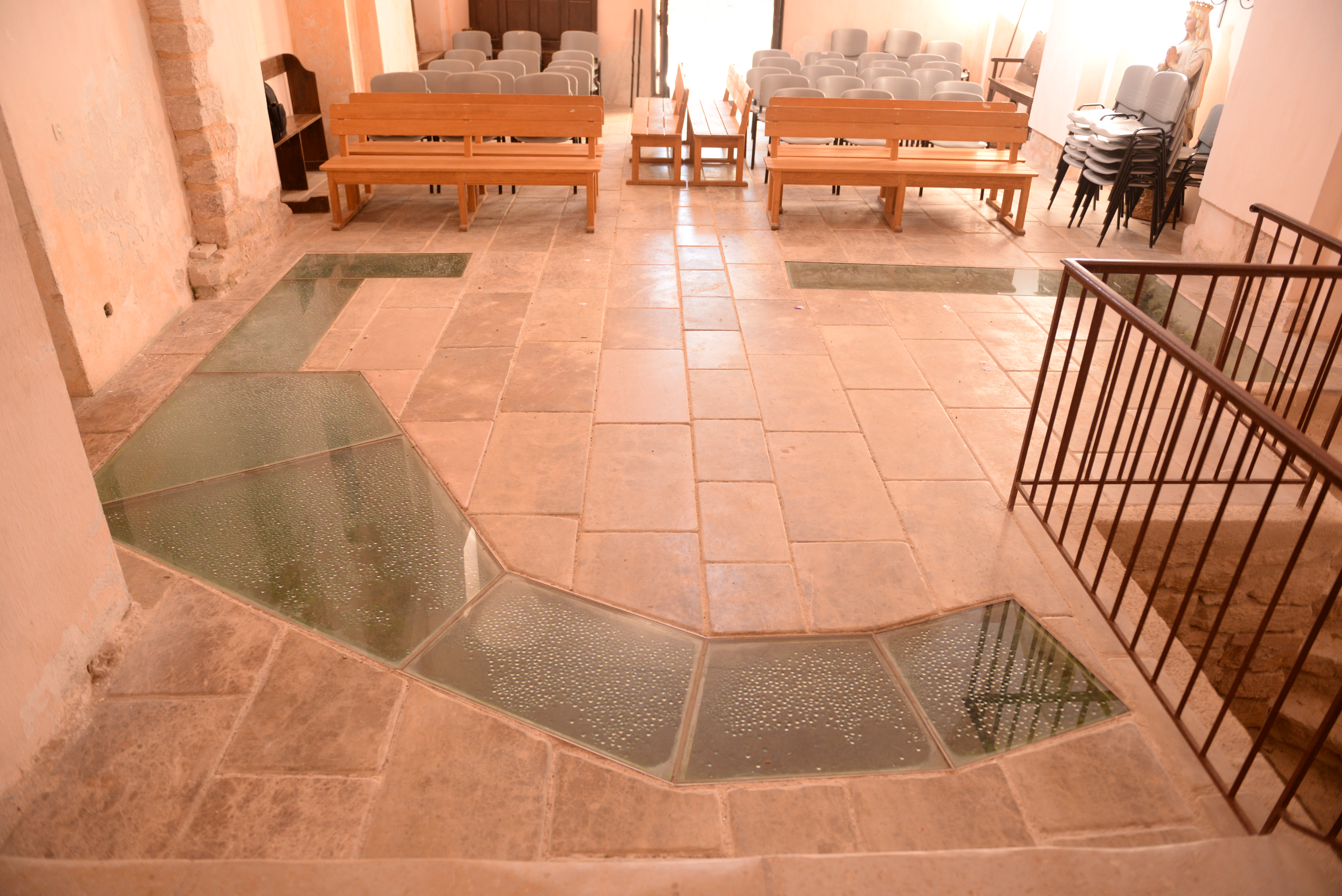
Les vitres posées après les fouilles effectuées dans le sol de la nef.

#### Description
L'église fut découverte à l'occasion des fouilles. On s'accorde à la dater du VIe siècle.
Georges Vindry indique qu'il s'agit d'une « église de petite taille, rectangulaire avec une abside ronde et pourvue de dépendances latérales. L'église a vraisemblablement été agrandie au nord avec la construction d'une nef latérale à abside ronde. L'ensemble constitue ainsi ce qu'on appelle une église double. ». Un édifice est accolé au mur Ouest.

#### Lebaptistère

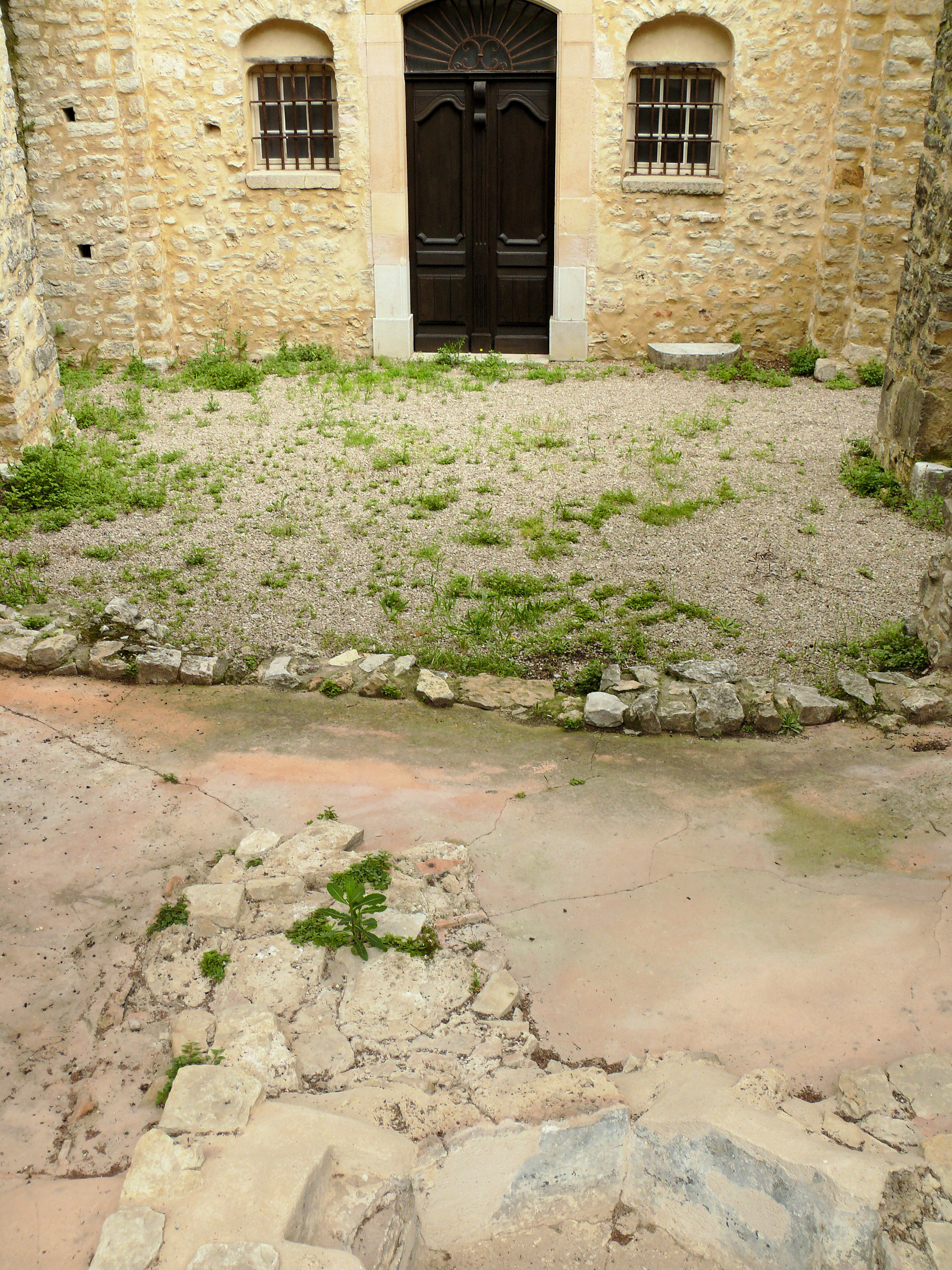
La cuve baptismale et la façade de l'église du XVIIe siècle.

L'église possédait un baptistère qui se trouve actuellement sous un porche, devant l'église. Il a été découvert en 1968. Le responsable des fouilles, Georges Vindry écrit : « Le baptistère, unique exemple en Provence de baptistère rural, a été adossé à l'église, dont il était rigoureusement séparé. De plan rectangulaire, avec quatre niches qui se font face, il n'a qu'une unique porte d'angle. ».
« Un peu sur le côté, face à la porte, fut bâtie dans le sol une cuve polygonale à sept côtés, comportant deux petites marches symétriques insérées dans le rebord. C'est le type même de la cuve des baptismaux paléochrétiens —proche de celle de Cimiez— avec cette différence que la cuve du Brusc a non pas cinq mais sept côtés. ». « C'est dans le compartiment profond que se plaçait le catéchumène. »

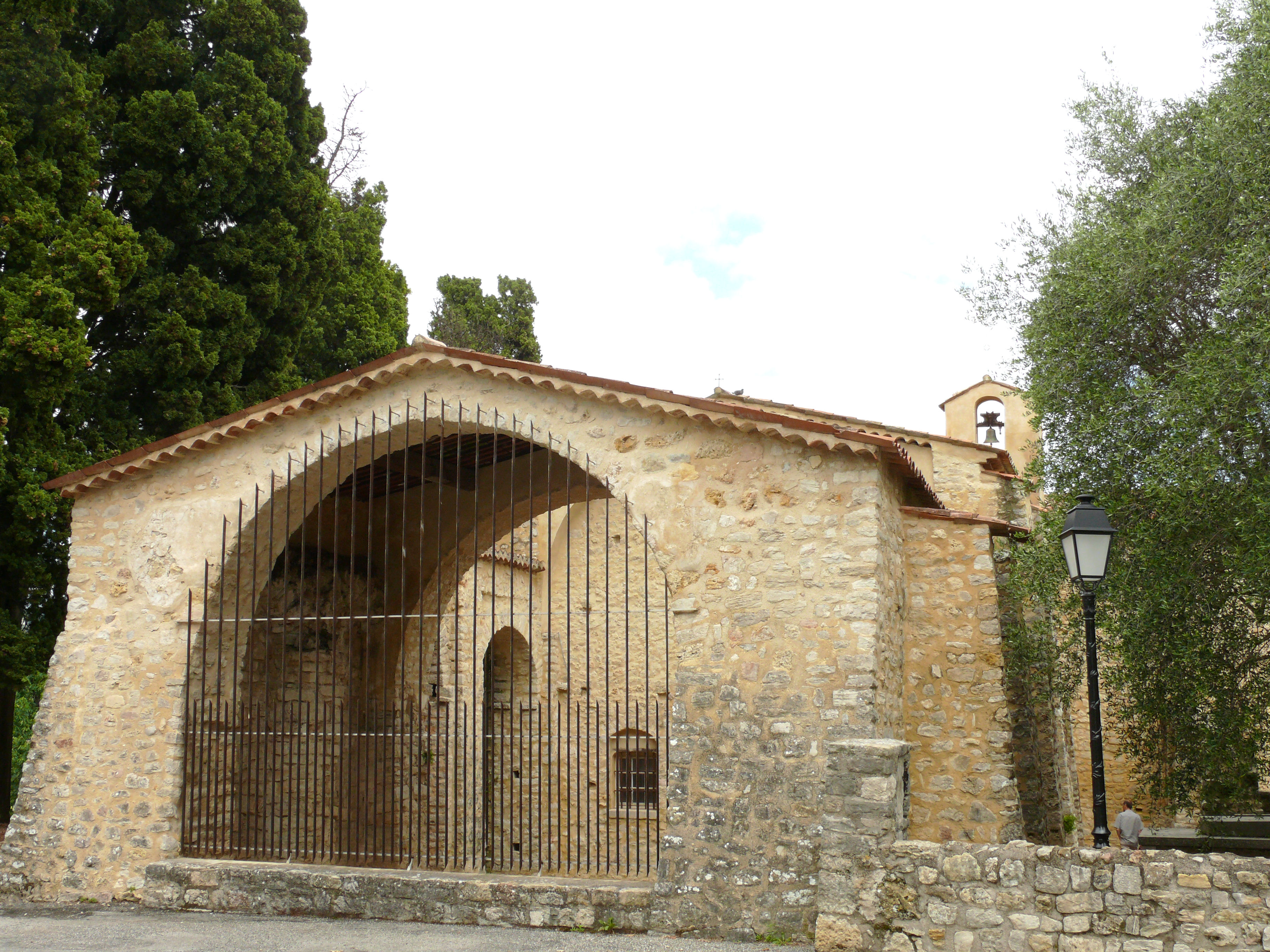
Le porche protégeant la cuve baptismale devant l'église.
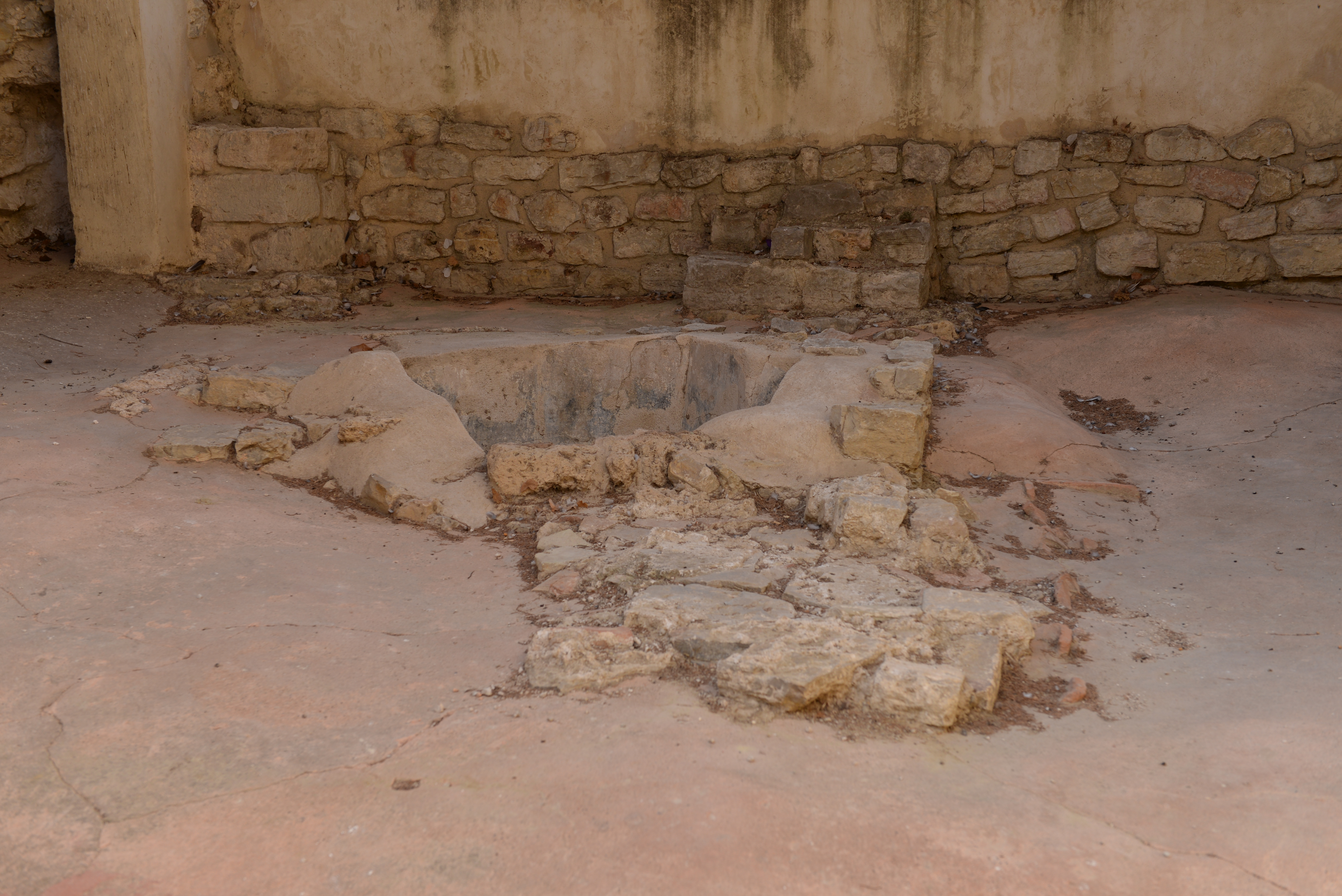
La cuve baptismale de près.
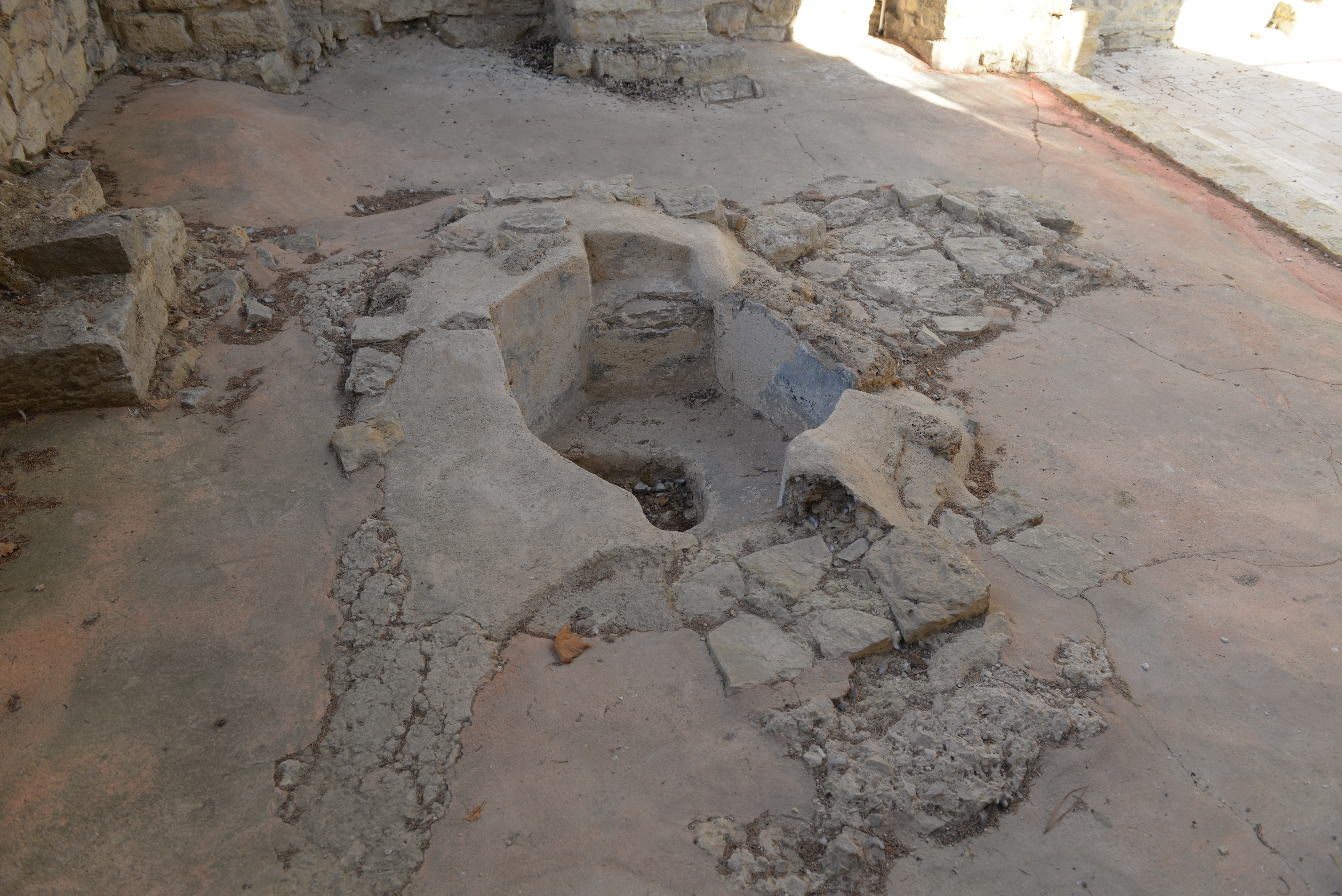
Les sept côtés de la cuve baptismale sont clairement visibles.
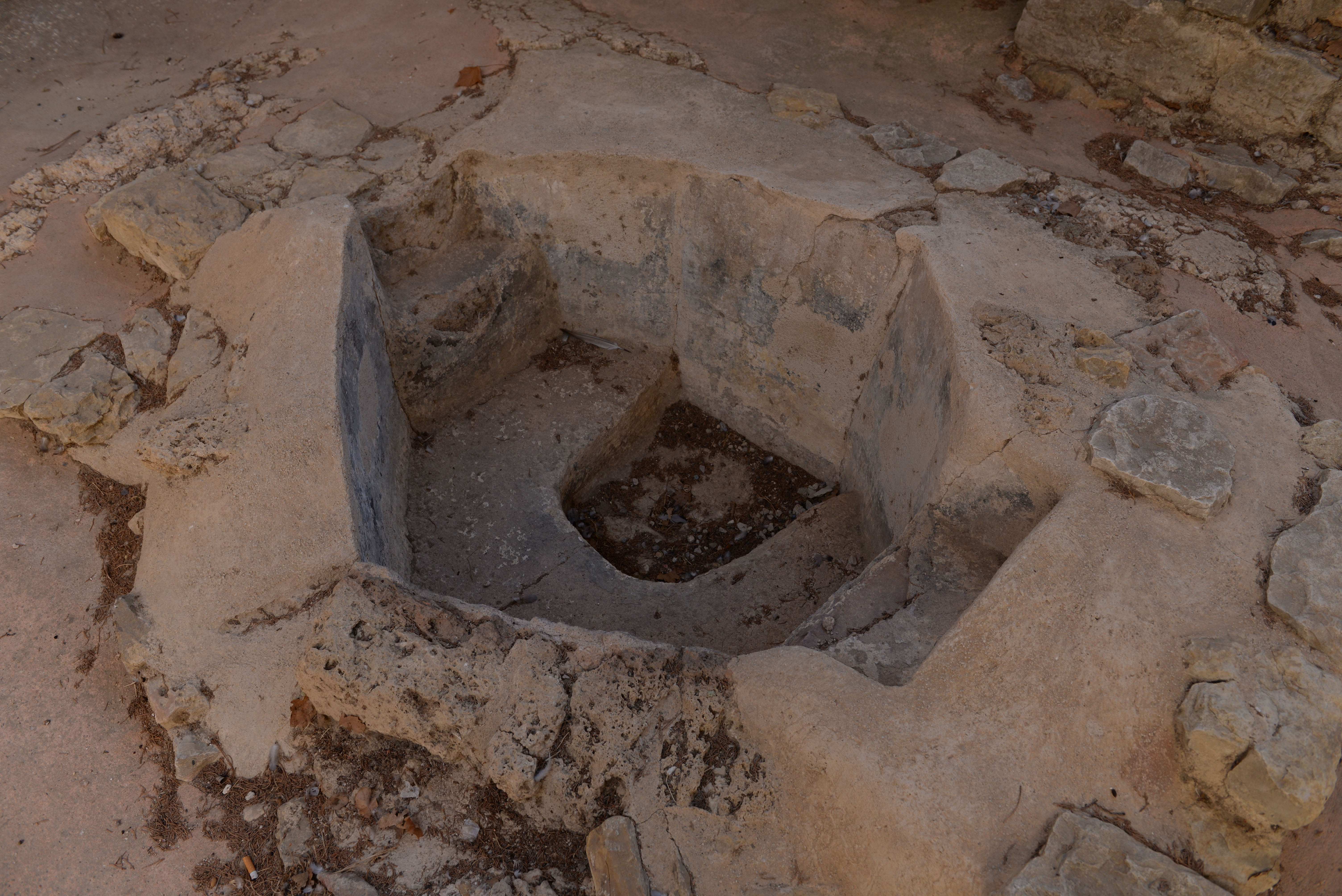
La cuve baptismale du VIe siècle à 7 côtés.

### La basilique romane duXIesiècle
Une basilique d'une taille exceptionnelle, aussi grande que celle de l'abbaye de Lérins est construite au XIe siècle. C'est la plus grande église rurale du diocèse d'Antibes, de 40 m de long, et un lieu de pèlerinage important, avec une source miraculeuse.
Elle a été construite sous l'impulsion de l'abbaye de Lérins dont le Brusc dépendait. En 1153, l'église et ses annexes sont remises à l'évêque d'Antibes et deviennent une dépendance d'un petit prieuré jusqu'à la Révolution. L'église devient ensuite la propriété des Hospices de Châteauneuf, puis de la commune,.

#### Description
L'église présente un plan basilical fort répandu avec une grande nef centrale, deux étroits collatéraux, un chœur encadré d'un transept et d'une abside en demi-cercle.
Georges Vindry note que ce qui fait l'exceptionnalité du monument, outre ses dimensions imposantes sur un site rural, c'est « un ensemble de particularités singulières et parfois exceptionnelles, ainsi que l'association inattendue de formules architecturales venues d'un peu partout » :
- « Les piliers qui rythment les cinq travées, en tronc de pyramide élancés, de plan cruciforme avec une base carrée, sont bien connues dans les églises de Catalogne »[3] ;
- Le chœur est surélevé (de trois marches) à l'exemple de maintes églises italiennes[3] ;
- « La façade plate du massif polygonal qui englobait l'abside est ornée des trois hautes arcatures aveugles séparées par d'étroites lésènes, formule décorative de l'Italie du Nord, accompagnée ici d'arcs en anse de panier, la pointe en bas, ornementation rustique qui rappelle l'opus reticulatum romain »[3] ;
- La voûte du chœur est faite de petites pierres plates noyées dans un mortier[3] ;
- Les deux transepts sont couverts d'une simple voûte en plein cintre. Ce sont des transepts bas, que l'on rencontre dans les pays de la Meuse et du Rhin, étranger aux bâtisseurs méridionaux[N 3],[3].

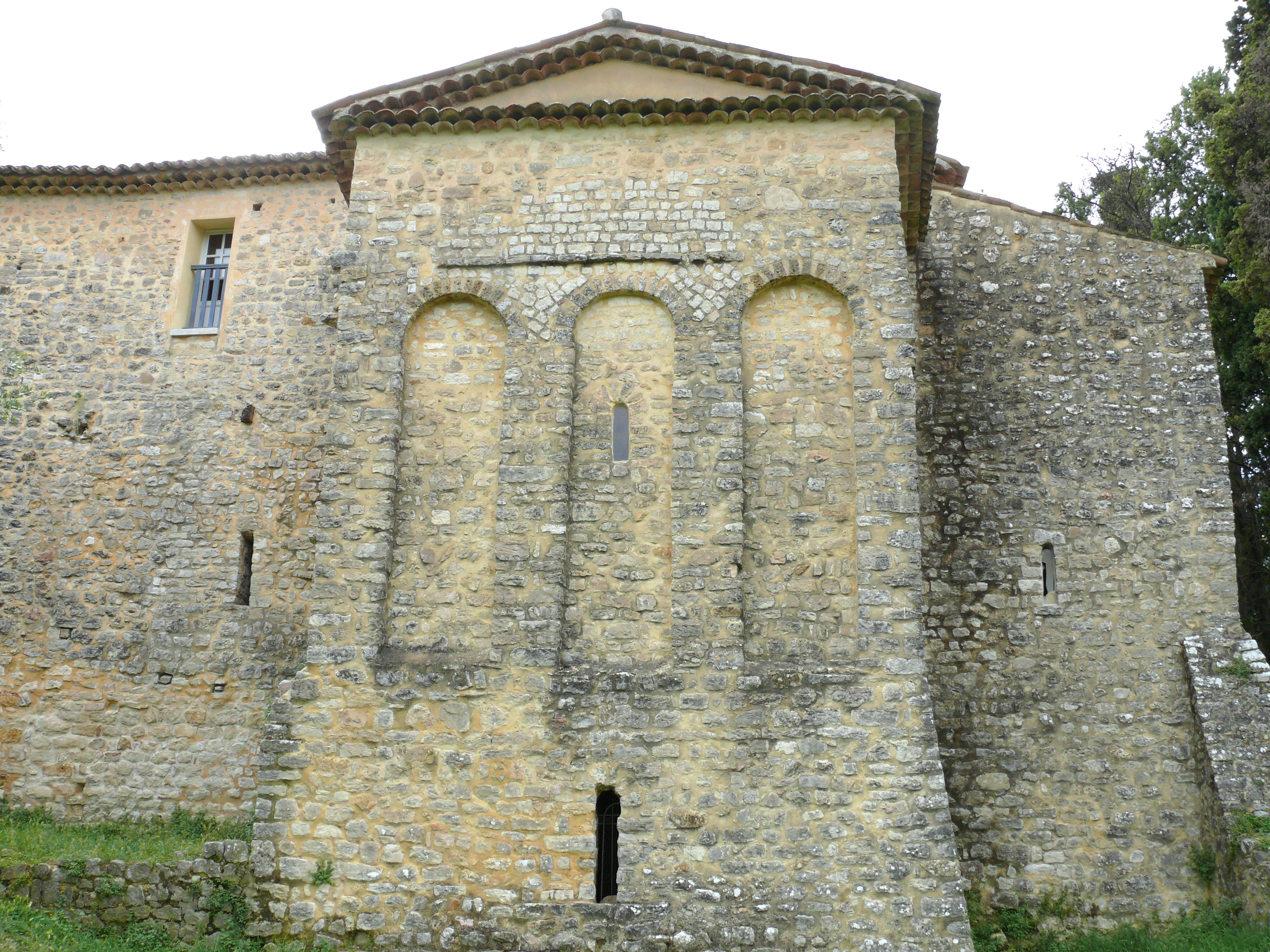
Le chevet de l'église avec les trois arcatures aveugles.
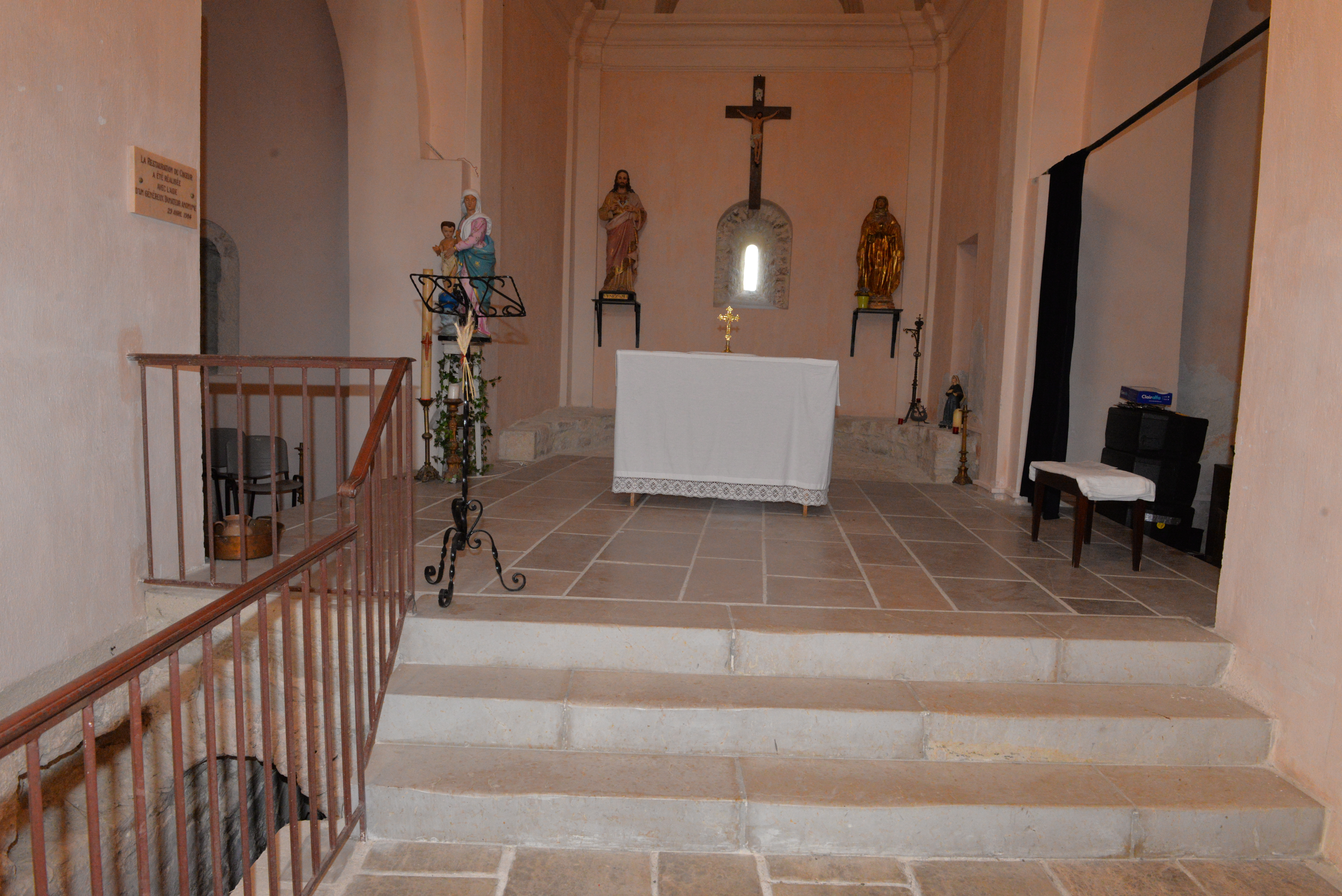
Le chœur surélevé de trois marches.
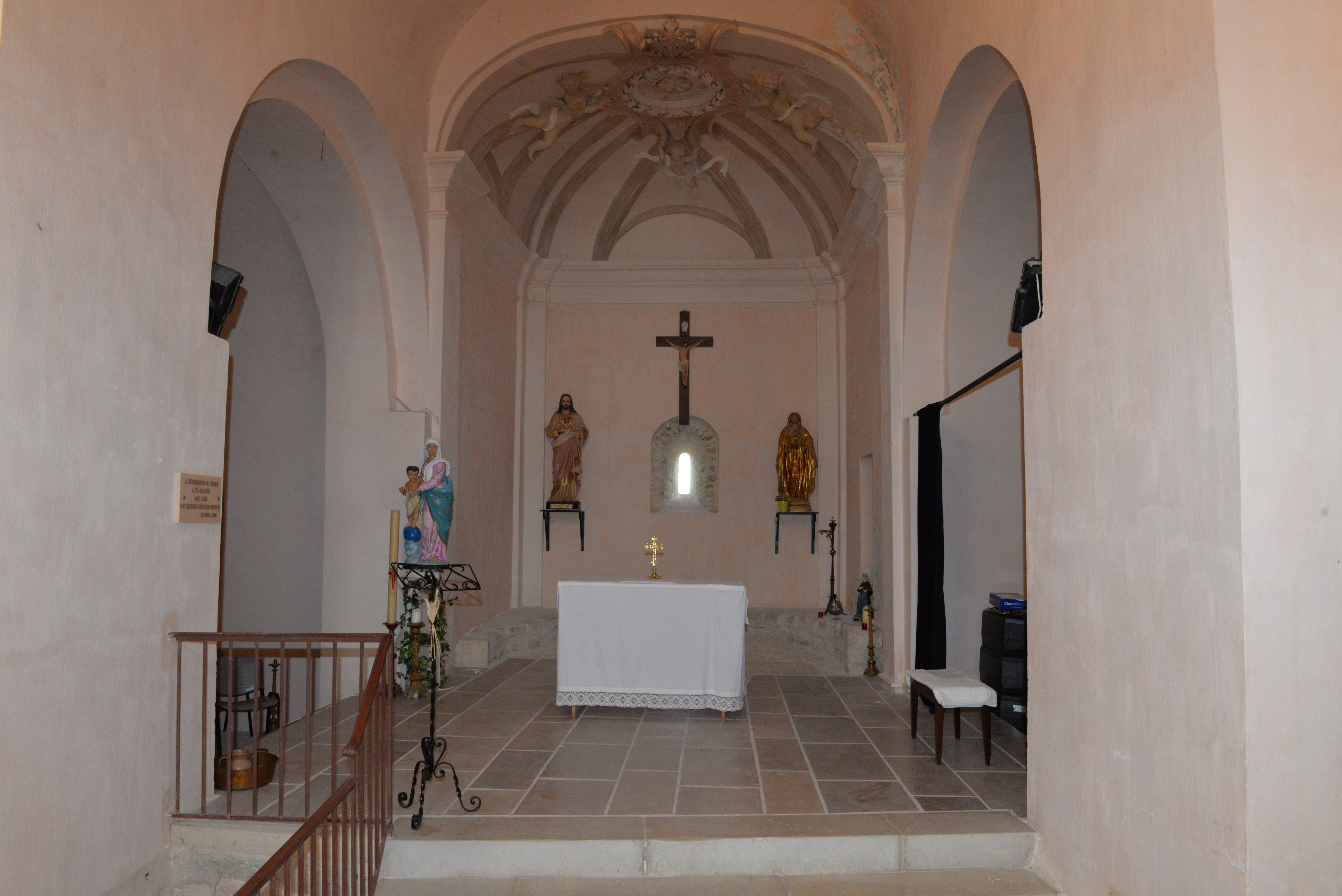
Le chœur et les deux transepts.
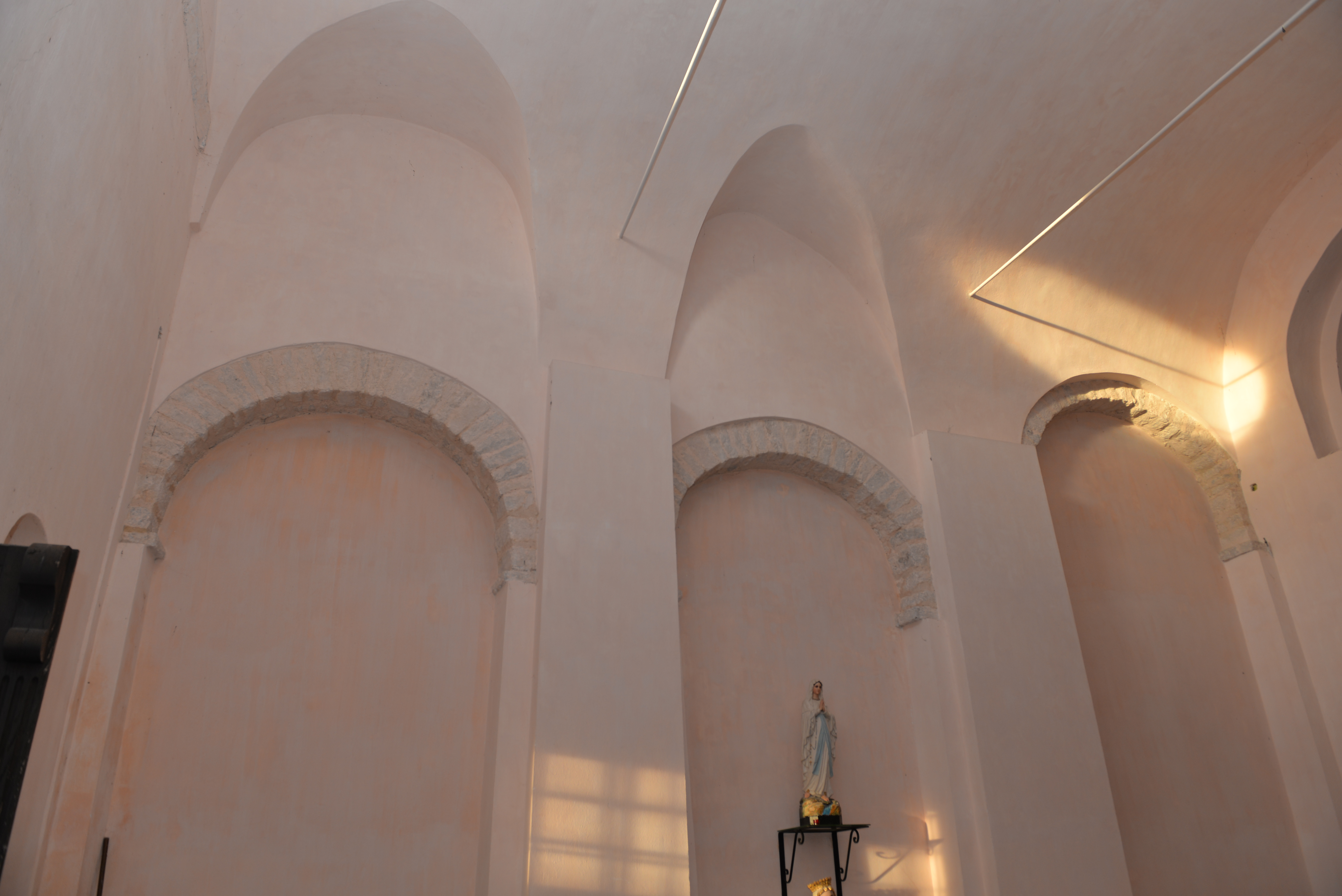
Les piliers de la nef.

#### La crypte

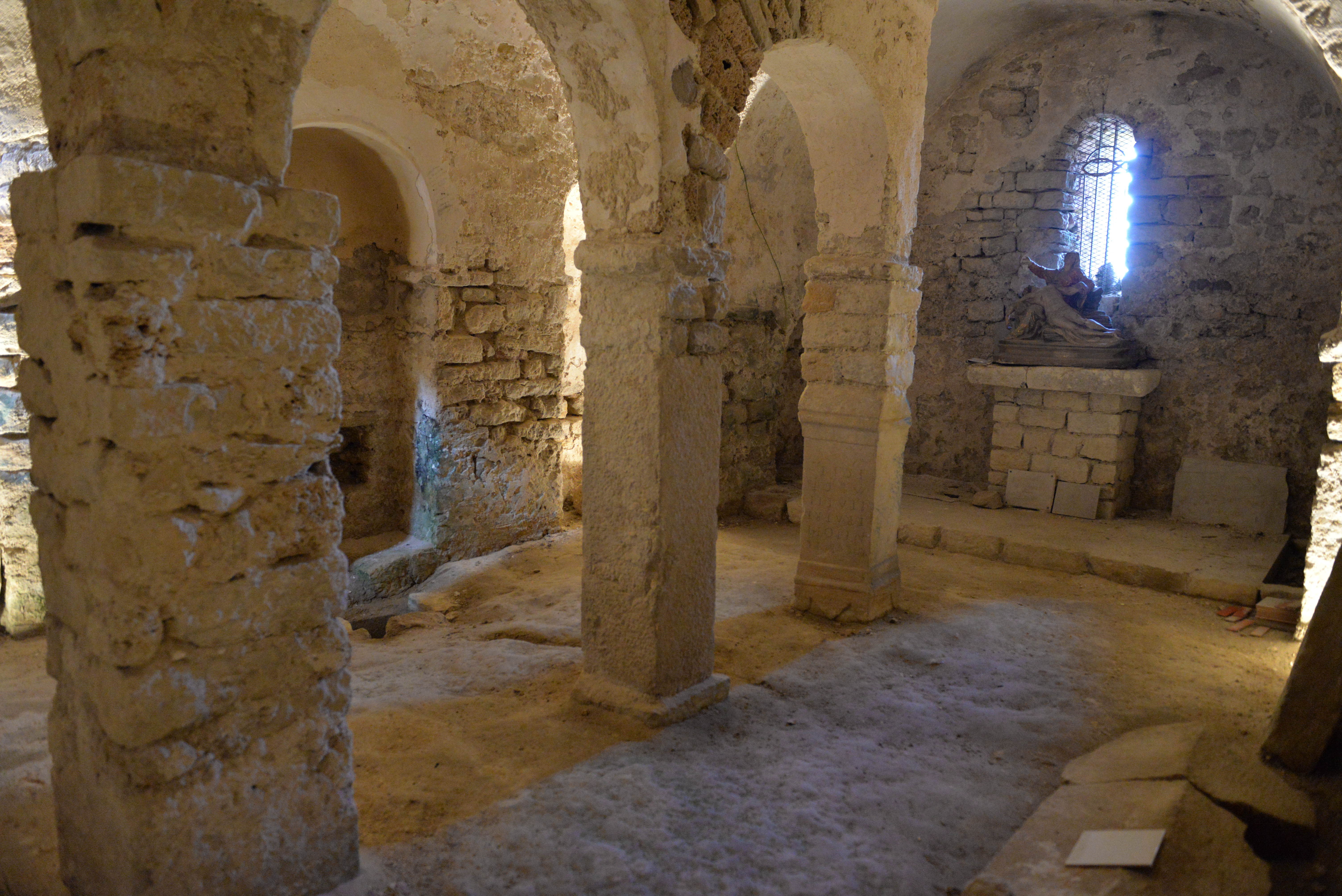
Vue générale de la crypte.

Sous le chœur et l'abside se trouve une crypte demi-enterrée construite à l'est de la première église.
Cette crypte, dite de Saint Aigulphe (ou Aygulf), disposait d'une statue de bois de ce saint et d'une petite source qui jouissait de vertus curatives pour les fièvres et le mal des yeux. Le saint avait également ces mêmes vertus et on grattait la statue pour emporter un peu de poudre qui trempé dans l'eau de la source était un remède miraculeux. La statue fut réduite à l'état de tronc puis disparut.
On y accédait par deux escaliers opposés, un pour la descente au nord et un pour la descente au sud qui ont été redécouverts à l'occasion des fouilles. L'escalier Sud a été restauré et permet à nouveau l'accès à la crypte. L'escalier Nord est toujours obstrué.
La crypte est de plan rectangulaire avec un chevet plat. La partie Ouest est divisé en deux petites nefs voûtées séparées par trois arcades, dont un des piliers est constitué par un cippe funéraire romain placé la tête en bas.
On peut voir un petit canal construit en même temps que le mur chargé de conduire l'eau de la source intermittente venue d'un groupe de rochers derrière l'escalier Nord.
« Un troisième escalier, plus petit, débouche dans la nef centrale. Il permettait de voir la crypte lorsqu'elle n'était pas accessible ».

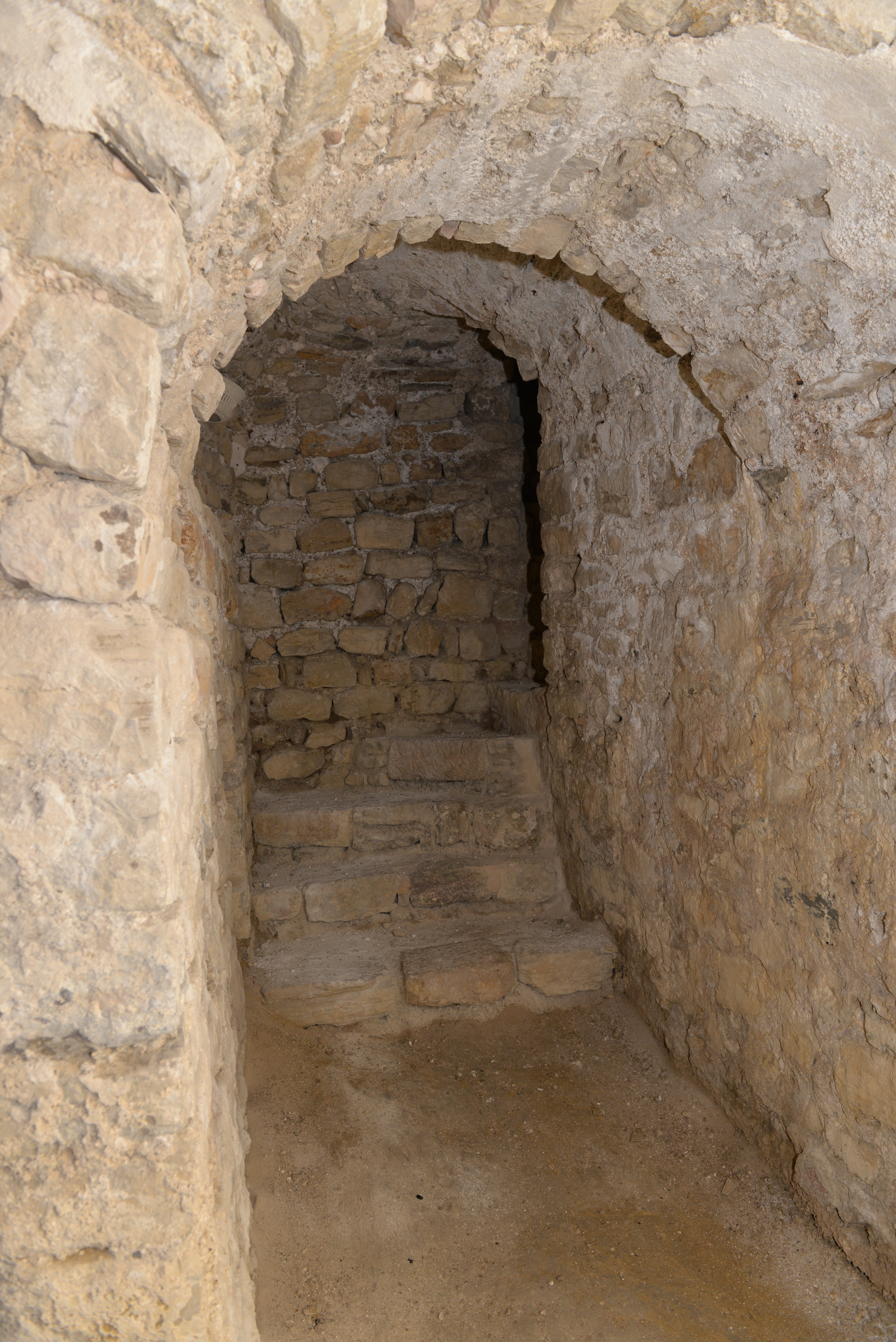
Entrée de l'escalier sud.
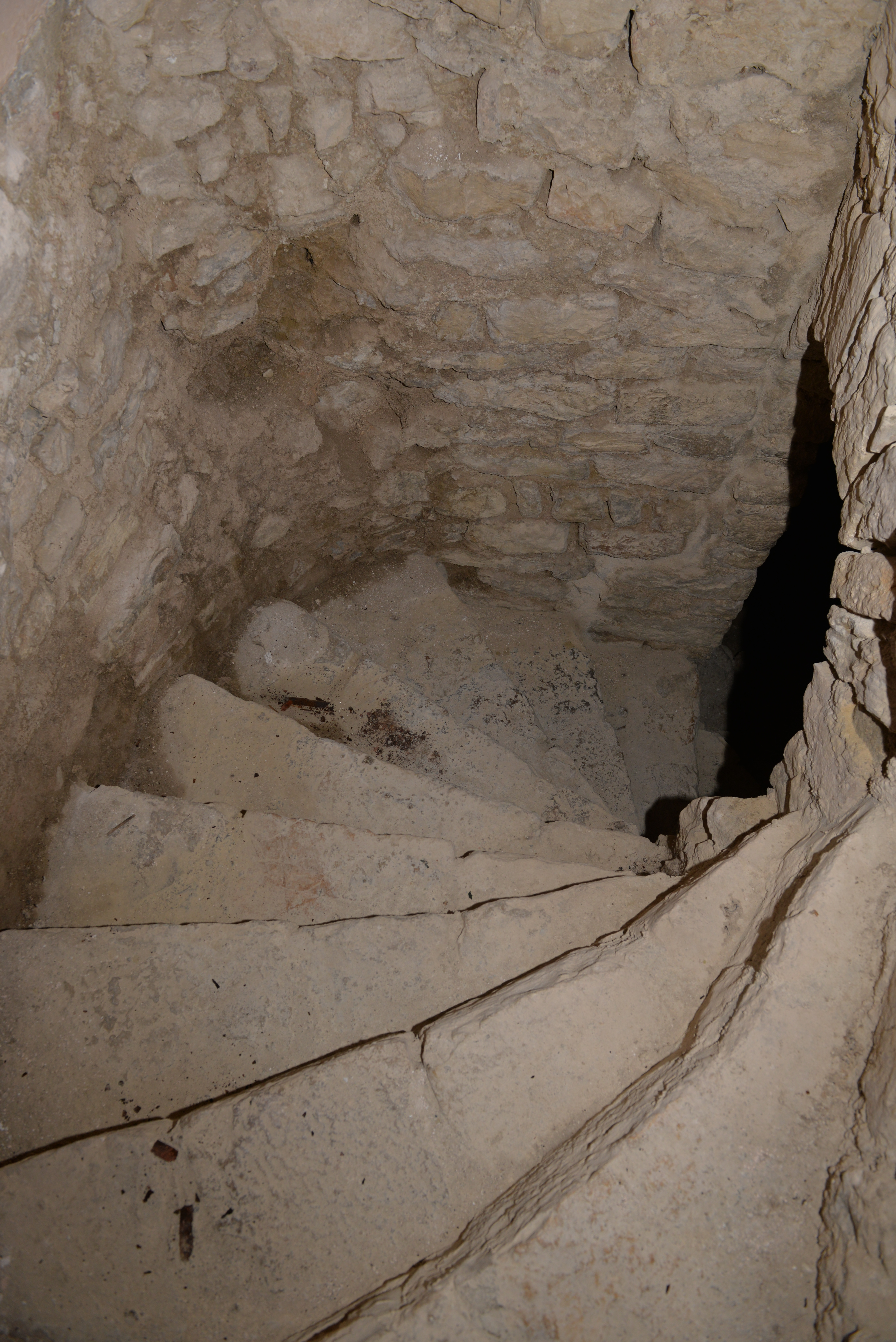
L'escalier sud.
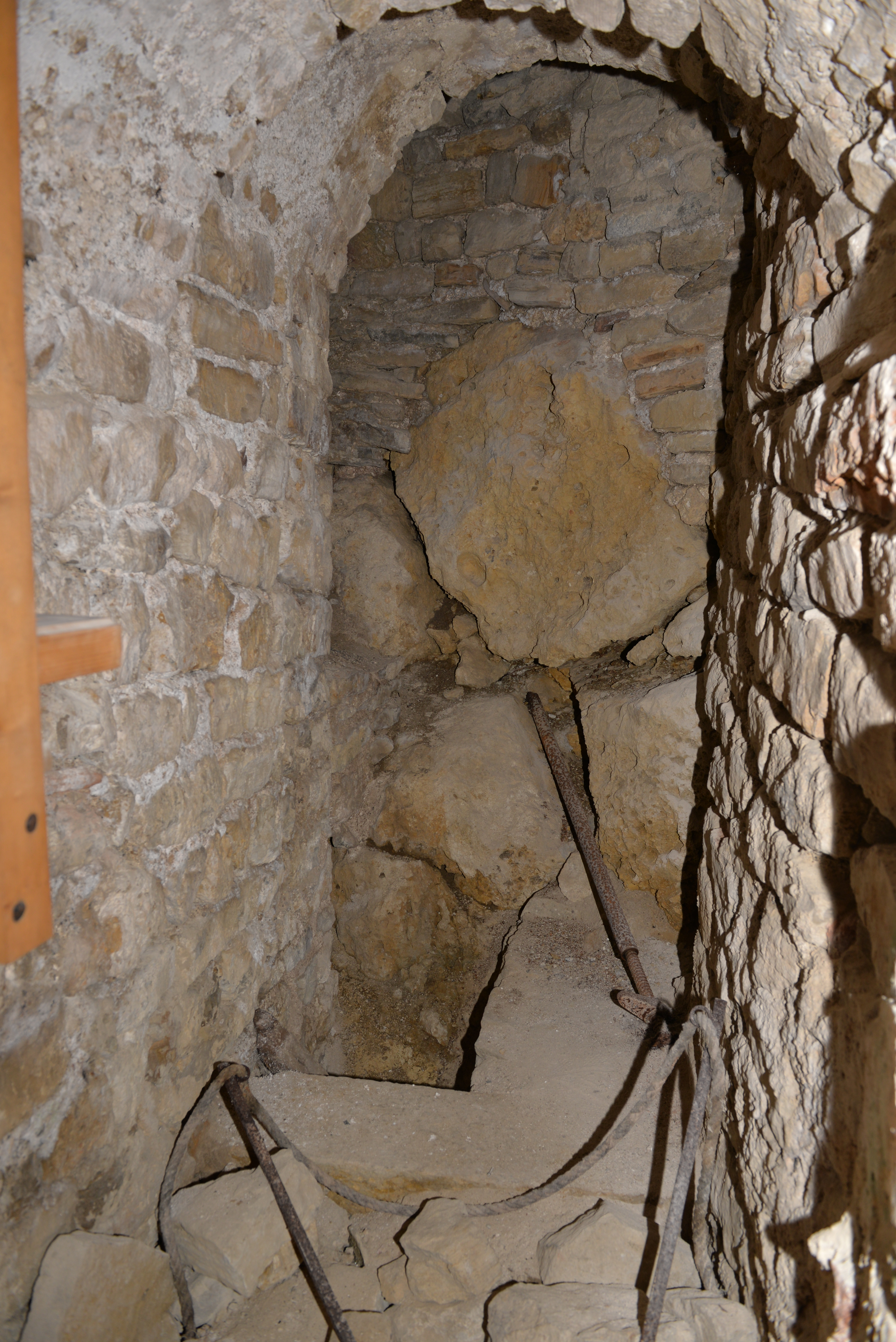
Escalier nord obstrué.
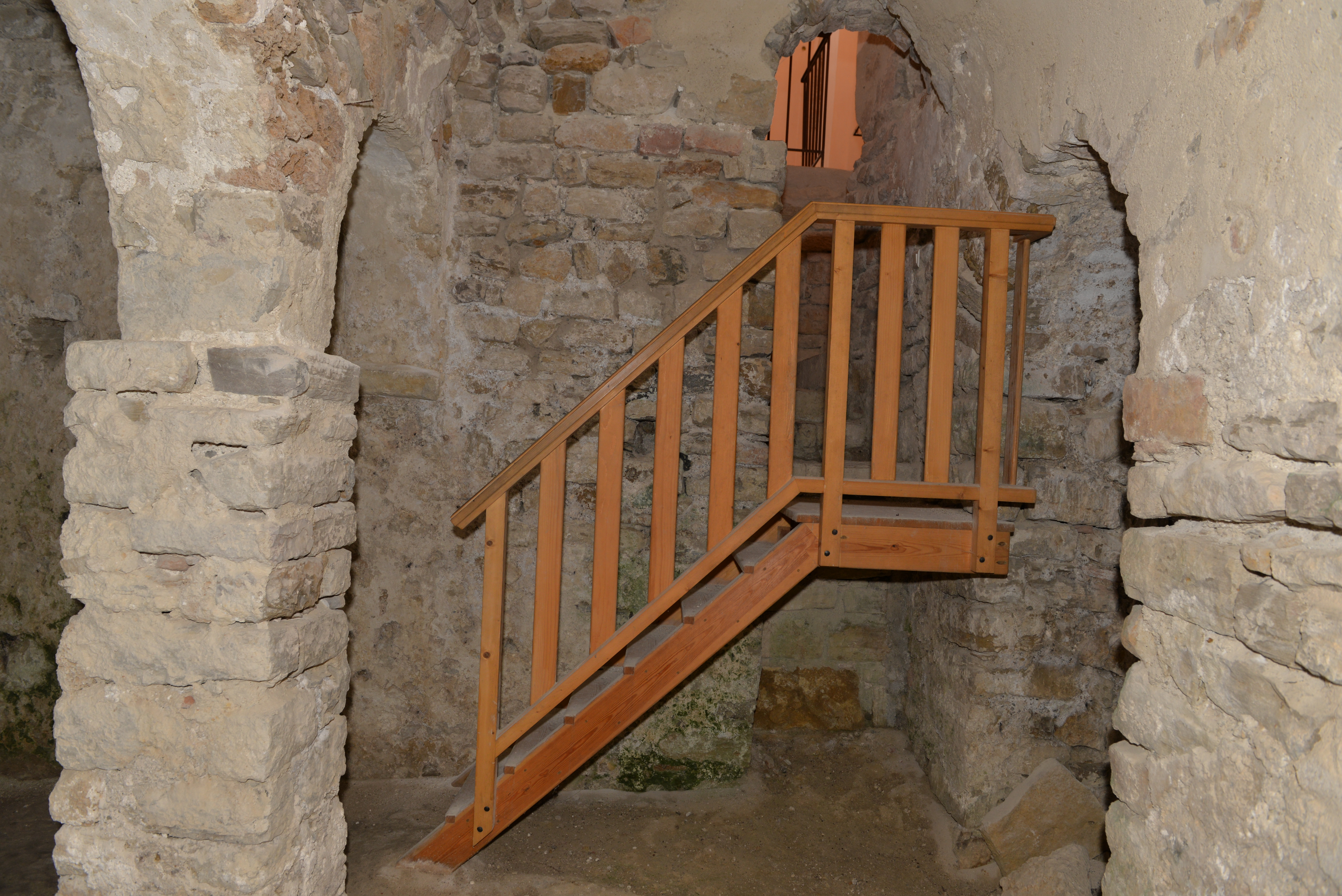
Escalier donnant accès à la nef.
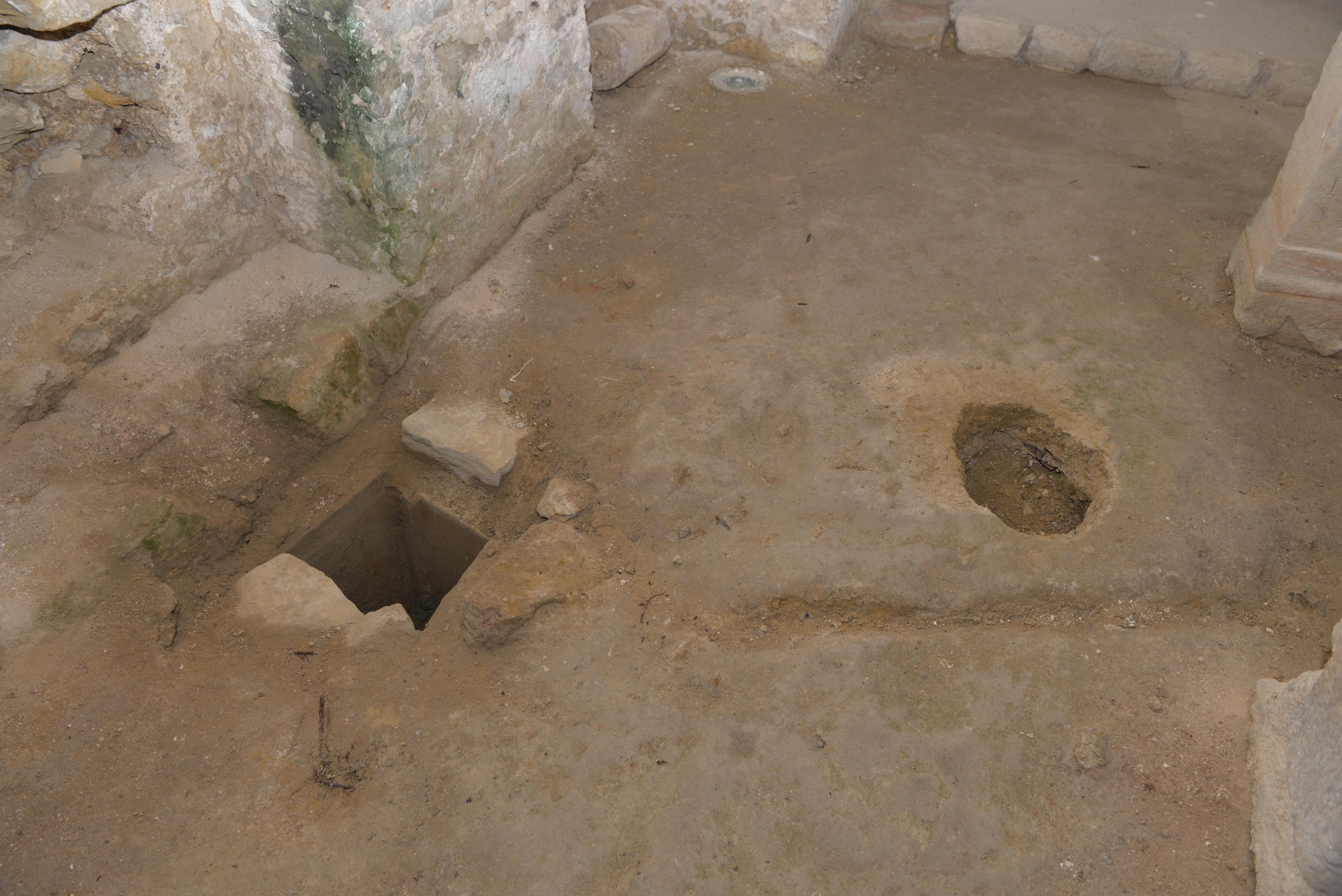
Dispositif du passage de l'eau de la source.

### L'église actuelle

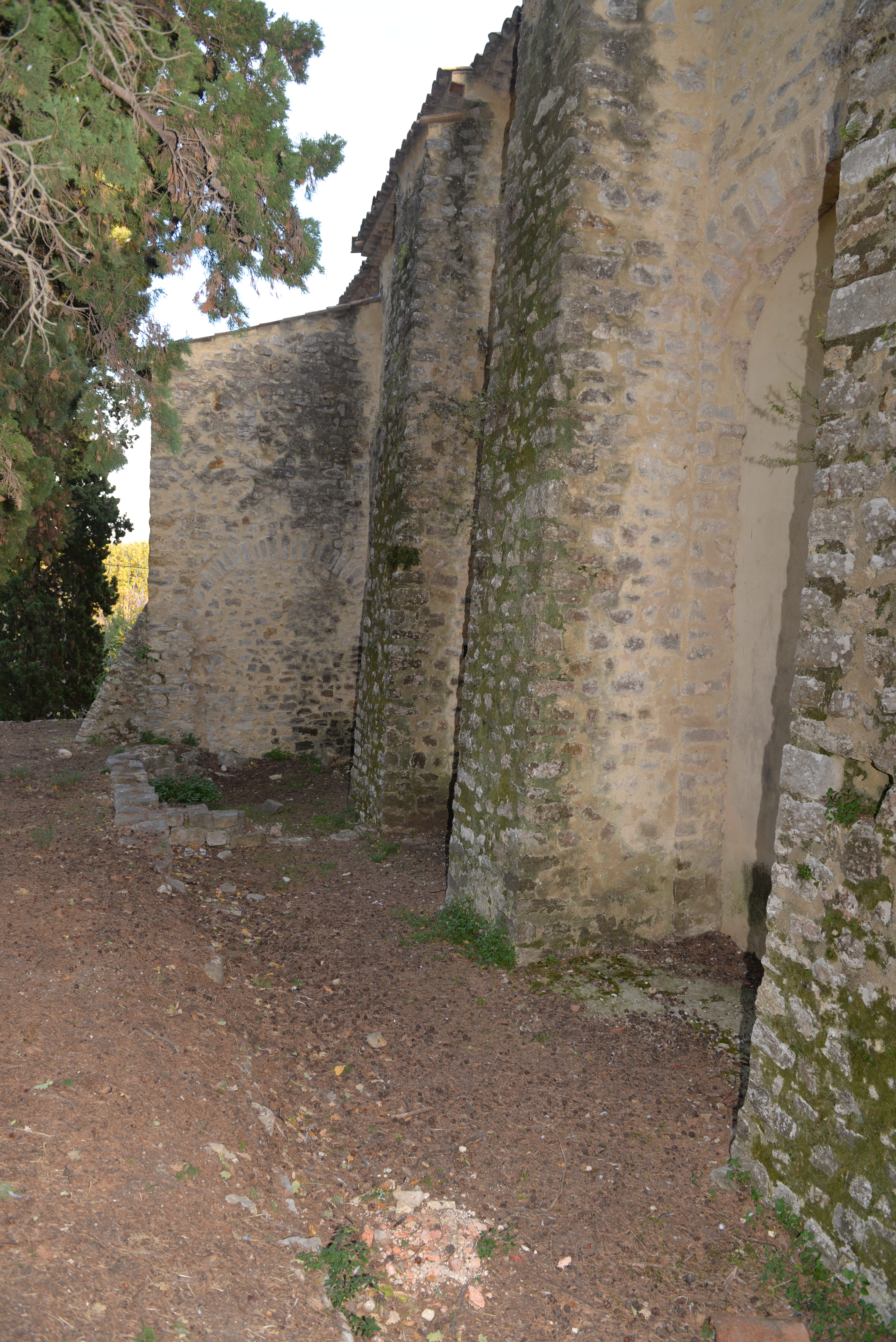
Vue du côté nord de l'église.

Comme toutes les églises rurale de Provence orientale, la basilique a beaucoup souffert au XVe et XVIe siècles, notamment lors des guerres de Religion. En 1616, l'évêque de Grasse précise que « tout est par terre », ce qui nécessite de réaménagement de l'église.
La ruine de certaines parties, les destructions, les aménagements faits au XVIIe et XVIIIe siècles, enfin les restaurations récentes cachent désormais l'appareil et empêchent de voir l'édifice dans ses dimensions originelles, mais aussi de comprendre les dispositions architecturales devenues inexplicables dans l'état actuel de l'édifice.
Au XVIIe siècle, à l'image de nombreux édifice romans, l'église est dotée d'un décor baroque constitué de gypseries et de stucs.

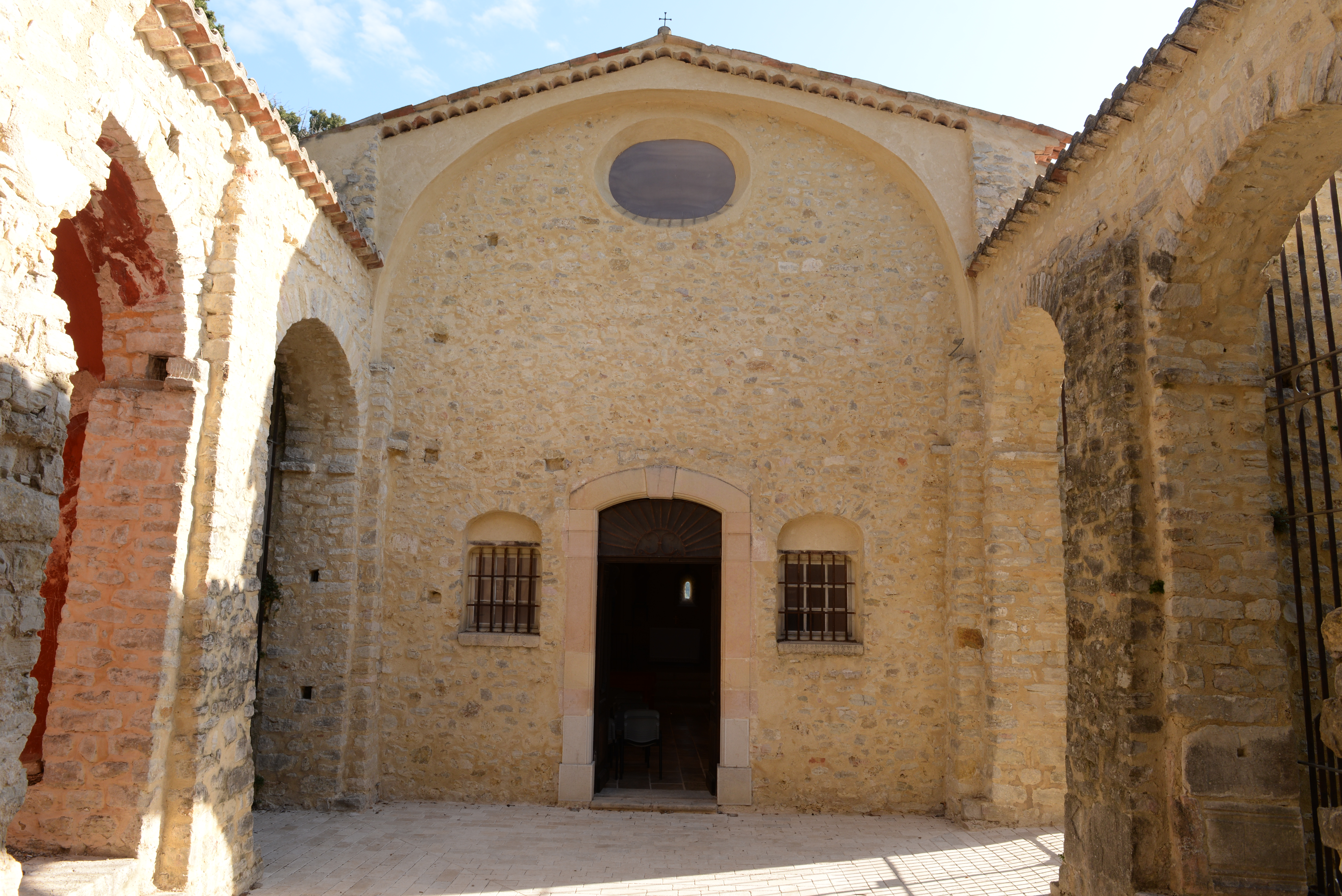
Fermeture de l'ancienne basilique après les destructions.
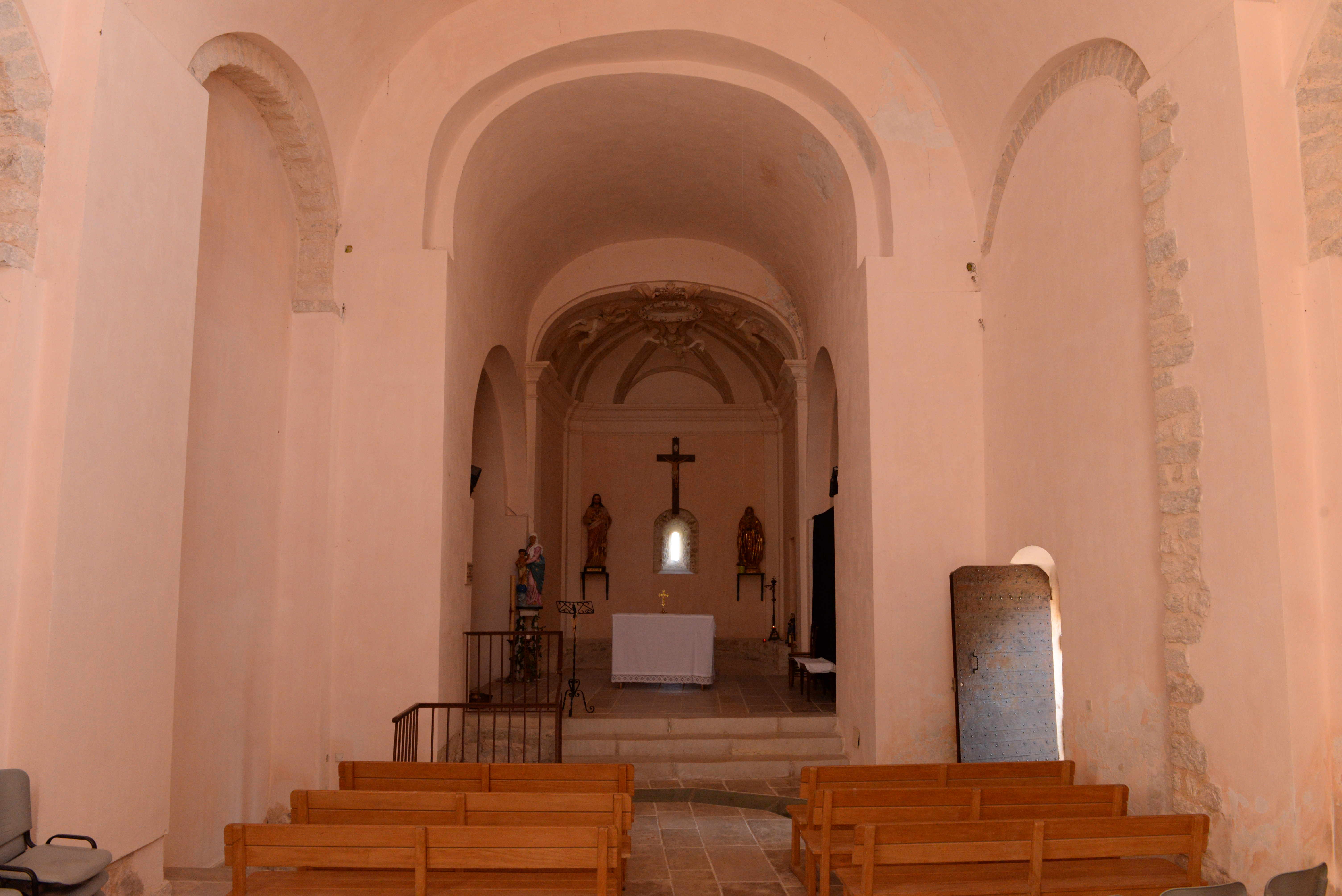
Vue générale de l'église actuelle.
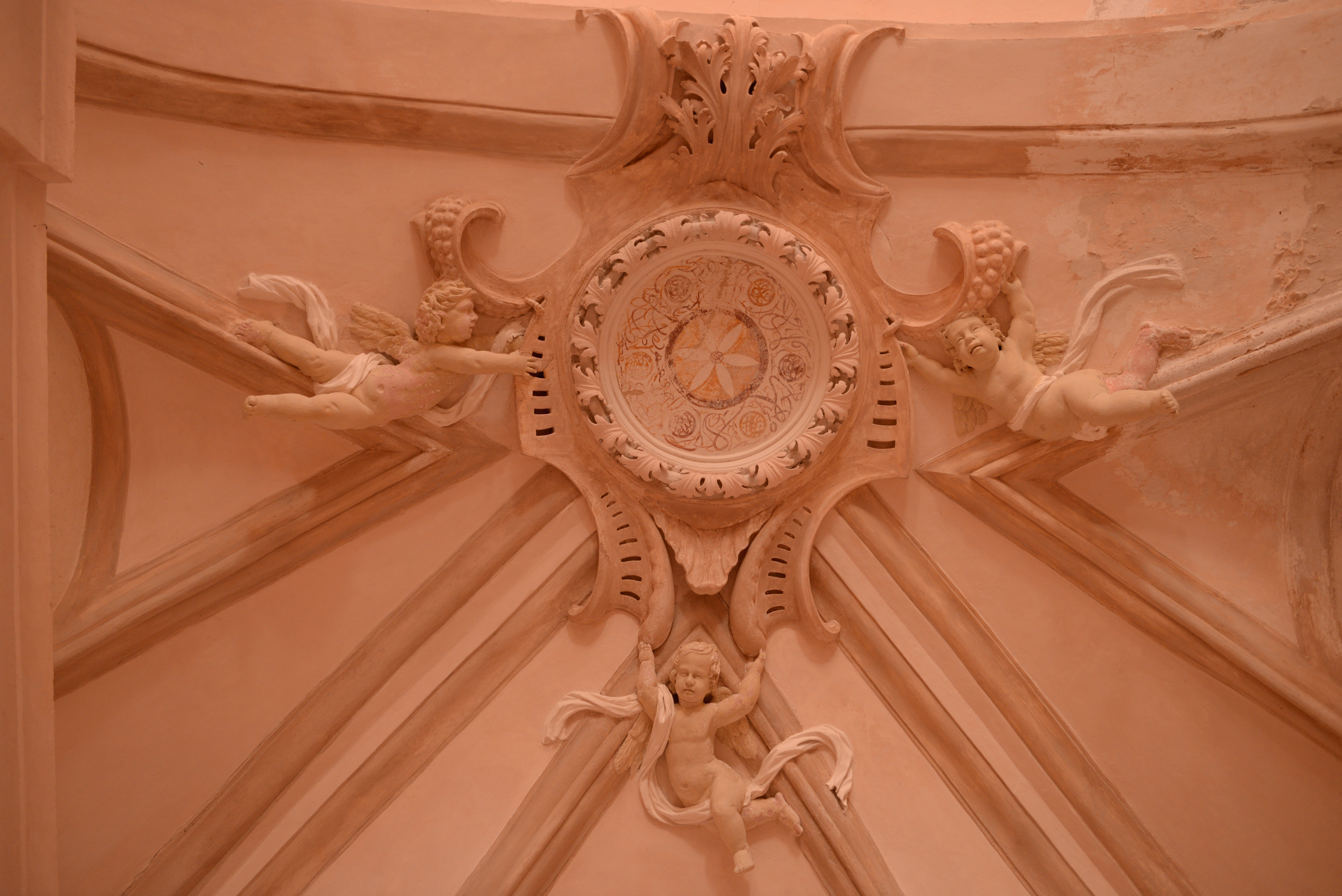
Décor de la voute couvrant le chœur.

## Remplois
Plusieurs remplois existent sur le site.
On peut noter notamment celui qui se trouve à la base d'un des piliers se trouvant devant l'église actuelle :
| Gravure sur la pierre. | NVMISIAE.MAR CELLAE.L.TAVGAN IVS FRONTO.CON IVGI A SE.BENEM ERENTI.FECIT | L.TAVGANIVS FRONTO.SIBI. VIVVS.FECIT |